# Bodtjärnen (Frostvikens socken, Jämtland, 714153-143721)
Bodtjärnen är en sjö i Strömsunds kommun i Jämtland och ingår i Ångermanälvens huvudavrinningsområde. Sjön har en area på 0,116 kvadratkilometer och ligger 302 meter över havet.

## Delavrinningsområde
Bodtjärnen ingår i det delavrinningsområde (714130-144007) som SMHI kallar för Utloppet av Fågelsjön. Medelhöjden är 367 meter över havet och ytan är 48,11 kvadratkilometer. Räknas de 351 avrinningsområdena uppströms in blir den ackumulerade arean 3 744,42 kvadratkilometer. Faxälven som avvattnar avrinningsområdet har biflödesordning 2, vilket innebär att vattnet flödar genom totalt 2 vattendrag innan det når havet efter 274 kilometer. Avrinningsområdet består mestadels av skog (66 procent). Avrinningsområdet har 12,71 kvadratkilometer vattenytor vilket ger det en sjöprocent på 26,7 procent.